# 松山外国语短期大学
松山外国语短期大学（日语：／ Matsuyama Gaikokugo Tanki Daigaku *）是过去一所位于日本爱媛县松山市的私立短期大学。

## 概要

### 简介
- 学校最早可以追溯到1947年[1]。短期大学为于1950年开办[1]、由学校法人新田学园经营。招生到于1957年、停办于1960年[2]。

### 历史
- 1947年 本学前身学校成立。
- 1950年 松山外国语短期大学成立并同时设置两个学科、以下列举。
  - 英美语科
  - 中文科
- 1957年 招生最后、次年停止招生（正式停办于1960年3月23日[2]）。

## 学校环境
- 校区：在了爱媛县松山市[注 1]

## 历任校长
- 武智启次郎：历任校长

## 组织

### 学科
- 英美语科
- 中文科

### 专科
| - 没有 |

### 业余课程
| - 没有 |

## 相关链接
- 日本短期大学列表